# Produkt krajowy brutto per capita
Produkt krajowy brutto per capita – wartość produktu krajowego brutto podzielona przez liczbę mieszkańców.

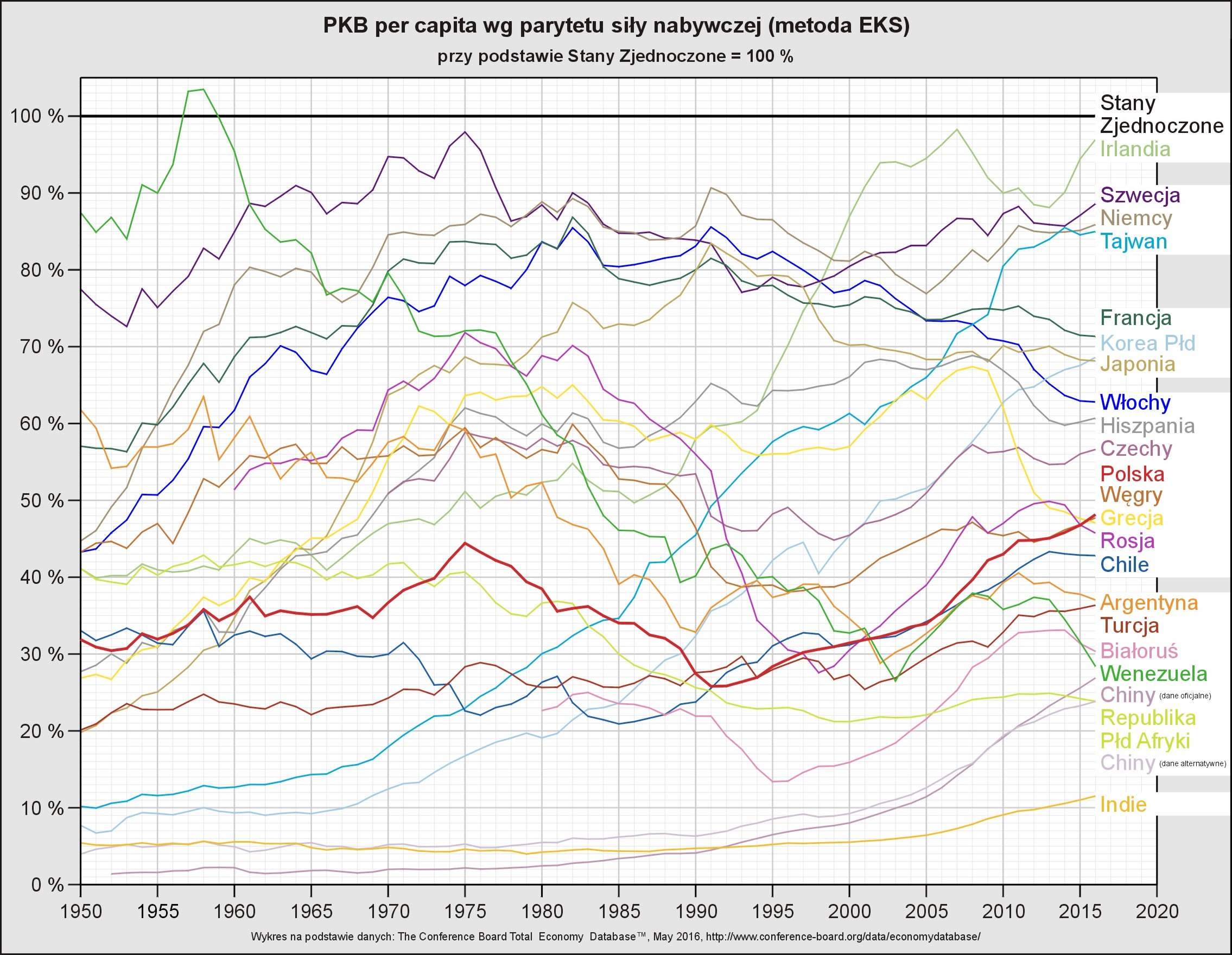
PKB per capita wg PSN (Stany Zjednoczone = 100%); Źródło: The Conference Board

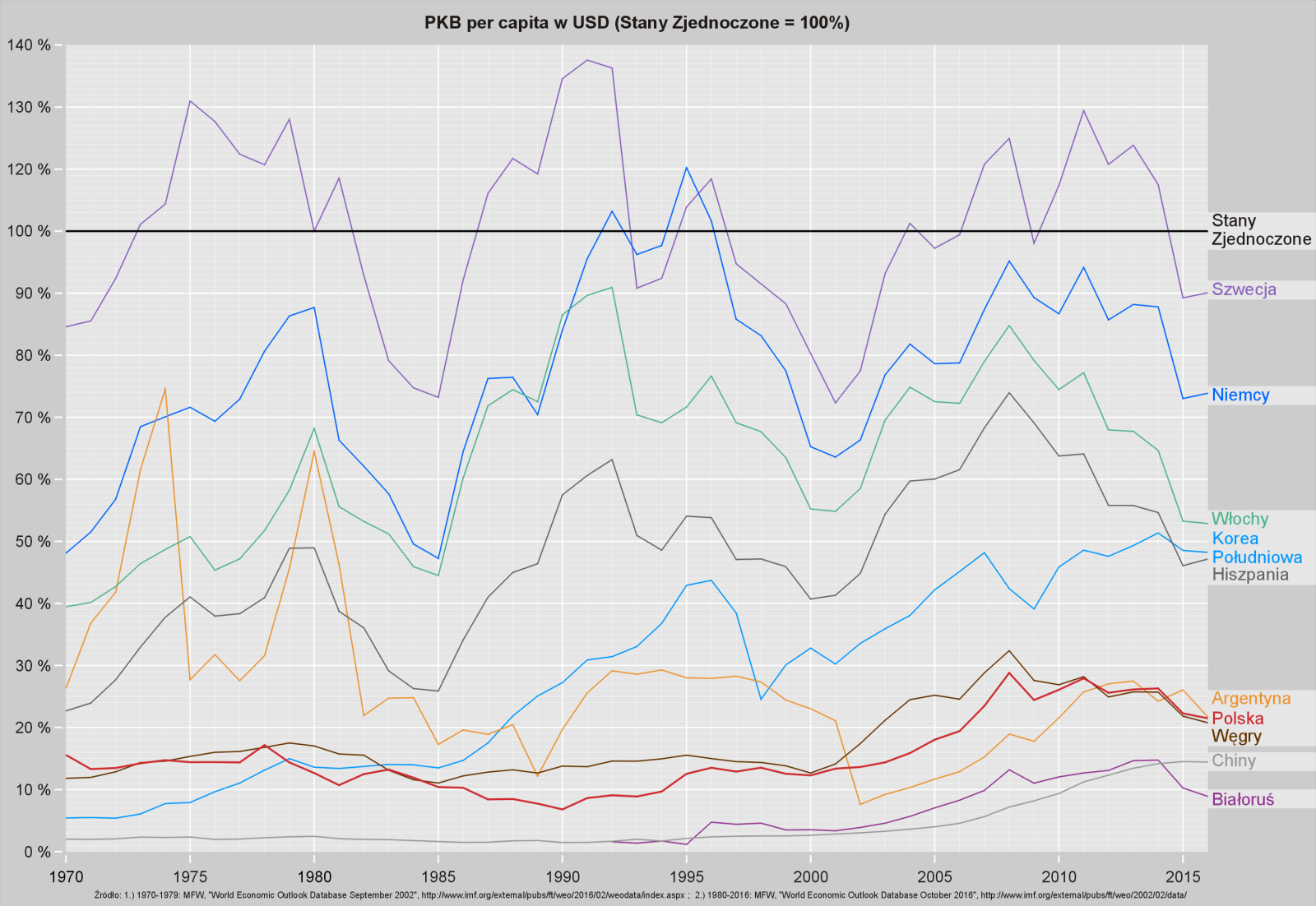
PKB per capita w USD (Stany Zjedn. = 100%); Źródło: MFW

Wskaźnik ten używany jest często w porównaniach międzynarodowych i ma zobrazować, które społeczeństwa są bogatsze (wyższe PKB per capita), a które biedniejsze (niższe PKB per capita), czy określać stopień rozwoju gospodarczego.